# Děti půlnoci
Děti půlnoci (v anglickém originále Midnight's Children) je historický román Salmana Rushdieho, britského spisovatele indického původu, vydaný v roce 1981. Zabývá se přechodem Indie od britského kolonialismu k nezávislosti až po rozdělení indického státu. Řadí se do postkoloniální literatury a magického realismu. Příběh, který je zasazen do kontextu aktuálních historických událostí, vypráví jeho protagonista Salím Sináí. Tato kniha získala v roce 1981 Man Bookerovu cenu a ocenění James Tait Black Memorial Prize.

## Obsah
Román Děti půlnoci je volnou alegorií na události v Indii, které se odehrály předtím i bezprostředně poté, co se stala nezávislým státem, i po jejím rozdělení. Protagonistou a vypravěčem příběhu je Salím Sináí, který se narodil přesně v okamžiku, kdy Indie získala nezávislost. Do vínku mu byly dány nejen telepatické schopnosti, ale také velký, neustále plný a na pachy extrémně citlivý nos. Román je rozdělen do tří knih. Začíná příběhem rodiny Sináíových v době, kdy se odehrávaly události později vedoucí k získání nezávislosti a rozdělení Indie. Salím se narodil přesně o půlnoci 15. srpna 1947 a díky tomu je starý úplně stejně jako nezávislá indická republika. Později objeví, že všechny děti, které se ten den narodily mezi půlnocí a jednou hodinou ráno, jsou nadány zvláštními schopnostmi. Salím pomocí svých telepatických sil ustaví shromáždění dětí půlnoci, které se potýká se stejnými problémy z důvodu kulturních, jazykových, náboženských a politických rozdílů jako mladá indická republika. Salím díky telepatii umožňuje kontakt stovek geograficky vzdálených dětí a zároveň se snaží odhalit význam jejich nadání. Zvláště ti, kteří se narodili velmi brzy po úderu půlnoci, jsou nadáni mocnějšími schopnostmi než jiní. Kolenatý Šiva, Salímova nemesis, a čarodějka Párvatí, děti s pozoruhodným nadáním, hrají v Salímově příběhu velkou roli.
Salímova rodina se mezitím vydá na rozličná putování a snáší četné války, které pustoší celý subkontinent. V této době Salím utrpí ztrátu paměti, která se mu vrátí až poté, co vstoupí do jakéhosi mytologického exilu uprostřed džungle v Sundarbanu. Tehdy se také opět spojí se svými přáteli z dětství. Později zažije výjimečný stav vyhlášený premiérkou Indirou Gándhíovou i „čistěním“ slumu Jama Masjid, které nařídil její syn Sandžaj. Na čas je Salím držen jako politický vězeň. V těchto pasážích je patrná sžíravá kritika Gándhíové, která během výjimečného stavu překročila své pravomoci, což Rushdie vnímal jako osobní touhu po moci hraničící s božstvím. Výjimečný stav znamenal pro děti půlnoci ztrátu jejich schopností. Salímovi nezbývá nic jiného, než se se situací vyrovnat. Rozhodne se sepsat příběh sebe sama i mladého indického národa – příběh, který věnuje svému synovi.

## Přijetí románu
Kniha Děti půlnoci získala v roce 1981 Man Bookerovu cenu, ocenění English Speaking Union Literary Award a James Tait Prize. V roce 1993 a 2008 byla oceněna jako nejlepší kniha, která kdy dostala Man Bookerovu cenu (Best of the Booker Prize). Toto ocenění jí bylo uděleno u příležitosti 25. a 40. výročí Man Bookerovy ceny.
V roce 1984 se Indira Gándhíová obrátila na britské soudy, protože se cítila očerněna jednou větou v předposledním odstavci 28. kapitoly, podle níž měl její syn Sandžaj Gándhí svou matku držet v hrsti, protože ji obvinil z toho, že svou nevšímavostí zavinila smrt jeho otce. Soudní spor se urovnal, když Salman Rushdie souhlasil, aby tato urážlivá věta byla z knihy vyňata.

## Filmová zpracování
Na základě této knihy byl natočen v roce 2012 stejnojmenný dokument, na kterém se podílela kanadská režisérka indického původu Deepa Mehtaová.